# Scottish FA Cup 1983/84
Der Scottish FA Cup wurde 1983/84 zum 99. Mal ausgespielt. Der wichtigste schottische Fußball-Pokalwettbewerb, der vom Schottischen Fußballverband geleitet wurde, begann am 10. Dezember 1983 und endete mit dem Finale am 19. Mai 1984 im Hampden Park von Glasgow. Als Titelverteidiger startete der FC Aberdeen in den Wettbewerb, der sich im Finale des letzten Jahres gegen die Glasgow Rangers durchgesetzt hatte, und damit zum zweiten Mal infolge Pokalsieger wurde. Im Endspiel der diesjährigen Pokal Austragung standen sich die Dons aus Aberdeen und der Stadtrivale der Rangers, und zugleich Rekordsieger des Wettbewerbs der Celtic FC gegenüber. Für Aberdeen war es das dritte Endspiel in Folge und das elfte insgesamt seit 1937. Celtic erreichte zum 48. Mal das Endspiel. Das Finale gewann durch einen 2:1-Sieg nach Verlängerung der favorisierte FC Aberdeen. Der Schiedsrichter der Partie Bob Valentine verwies erstmals seit dem Endspiel im Jahr 1927 mit Roy Aitken einen Spieler des Platzes (nach Foulspiel an Mark McGhee). Neben dem Platzverweis in der 38. Spielminute erkannte der Referee zudem ein regelwidriges Abseitstor der Reds an. Nach Spielende legte der Verein aus Glasgow Offiziell Protest bei der Scottish FA gegen die Spielwertung ein, jedoch ohne Erfolg. Es war für Aberdeen der dritte Pokalsieg in Folge und der fünfte insgesamt nach 1947, 1970, 1982 und 1983. Die Dons gewannen im gleichen Jahr die schottische Meisterschaft vor Celtic. Durch die Teilnahme von Aberdeen am Europapokal der Landesmeister nahm Celtic im folgenden Jahr am Europapokal der Pokalsieger teil.

## 1. Runde
Ausgetragen wurden die Begegnungen am 10. Dezember 1983.
|                       | Ergebnis |                    |
| --------------------- | -------- | ------------------ |
| FC Cowdenbeath        | 3:0      | FC Vale of Leithen |
| FC Dalbeattie Star    | 1:5      | FC Arbroath        |
| FC East Stirlingshire | 1:0      | FC Stenhousemuir   |
| Elgin City            | 0:2      | FC Queen’s Park    |
| Forfar Athletic       | 4:1      | FC Spartans        |
| FC Caledonian         | 2:1      | Albion Rovers      |

## 2. Runde
Ausgetragen wurden die Begegnungen am 7. und 9. Januar 1984. Die Wiederholungsspiele fanden am 6. und 8. Februar 1984 statt.
|                       | Ergebnis |                         |
| --------------------- | -------- | ----------------------- |
| FC Arbroath           | 0:0      | FC East Stirlingshire   |
| FC Cowdenbeath        | 2:1      | FC Inverness Caledonian |
| FC East Stirlingshire | 3:1      | Stirling Albion         |
| Gala Fairydean Rovers | 0:2      | FC Spartans             |
| FC Peterhead          | 1:2      | Brora Rangers           |
| Queen of the South    | 0:5      | FC Montrose             |
| FC Stranraer          | 1:2      | FC Queen’s Park         |
| Dunfermline Athletic  | 1:0      | Forfar Athletic         |

### Wiederholungsspiel
|                 | Ergebnis  |             |
| --------------- | --------- | ----------- |
| Stirling Albion | 0:0 n. V. | FC Arbroath |

### 2. Wiederholungsspiel
|             | Ergebnis |                 |
| ----------- | -------- | --------------- |
| FC Arbroath | 1:2      | Stirling Albion |

## 3. Runde
Ausgetragen wurden die Begegnungen zwischen dem 28. Januar und 13. Februar 1984. Die Wiederholungsspiele fanden zwischen dem 31. Januar und 15. Februar 1984 statt.
|                     | Ergebnis |                       |
| ------------------- | -------- | --------------------- |
| FC Aberdeen         | 1:1      | FC Kilmarnock         |
| Airdrieonians FC    | 1:0      | FC St. Johnstone      |
| Berwick Rangers     | 0:4      | Celtic Glasgow        |
| FC Clydebank        | 0:0      | Brechin City          |
| FC Cowdenbeath      | 0:2      | FC Dundee             |
| Dundee United       | 1:0      | Ayr United            |
| FC Falkirk          | 1:2      | FC Clyde              |
| Hamilton Academical | 3:1      | Alloa Athletic        |
| Heart of Midlothian | 2:0      | Partick Thistle       |
| Hibernian Edinburgh | 0:0      | FC East Fife          |
| FC Caledonian       | 0:0      | Stirling Albion       |
| Meadowbank Thistle  | 0:0      | FC St. Mirren         |
| Greenock Morton     | 2:0      | FC East Stirlingshire |
| FC Motherwell       | 3:0      | FC Queen’s Park       |
| Raith Rovers        | 1:4      | FC Dumbarton          |
| Glasgow Rangers     | 2:1      | Dunfermline Athletic  |

### Wiederholungsspiele
|                 | Ergebnis  |                     |
| --------------- | --------- | ------------------- |
| Brechin City    | 0:3       | FC Clydebank        |
| FC East Fife    | 2:0       | Hibernian Edinburgh |
| FC Kilmarnock   | 1:3       | FC Aberdeen         |
| Stirling Albion | 1:2 n. V. | FC Caledonian       |
| FC St. Mirren   | 2:2 n. V. | Meadowbank Thistle  |

### 2. Wiederholungsspiel
|               | Ergebnis |                    |
| ------------- | -------- | ------------------ |
| FC St. Mirren | 2:1      | Meadowbank Thistle |

## Achtelfinale
Ausgetragen wurden die Begegnungen am 18. und 19. Februar 1984.
|                 | Ergebnis |                     |
| --------------- | -------- | ------------------- |
| FC Clyde        | 0:2      | FC Aberdeen         |
| FC Dundee       | 2:1      | Airdrieonians FC    |
| Dundee United   | 2:1      | Heart of Midlothian |
| FC East Fife    | 0:6      | Celtic Glasgow      |
| FC Caledonian   | 0:6      | Glasgow Rangers     |
| Greenock Morton | 2:1      | FC Dumbarton        |
| FC Motherwell   | 3:1      | FC Clydebank        |
| FC St. Mirren   | 2:1      | Hamilton Academical |

## Viertelfinale
Ausgetragen wurden die Begegnungen am 10. März 1984. Die Wiederholungsspiele fanden am 17. und 28. März 1984 statt.
|               | Ergebnis |                 |
| ------------- | -------- | --------------- |
| FC Aberdeen   | 0:0      | Dundee United   |
| FC Dundee     | 2:2      | Glasgow Rangers |
| FC Motherwell | 0:6      | Celtic Glasgow  |
| FC St. Mirren | 4:3      | Dundee United   |

### Wiederholungsspiele
|                 | Ergebnis |             |
| --------------- | -------- | ----------- |
| Dundee United   | 0:1      | FC Aberdeen |
| Glasgow Rangers | 2:3      | FC Dundee   |

## Halbfinale
Ausgetragen wurden die Begegnungen am 14. April 1984.
|               | Ergebnis |                |
| ------------- | -------- | -------------- |
| FC Aberdeen   | 2:0      | FC Dundee      |
| FC St. Mirren | 1:2      | Celtic Glasgow |

## Finale
| FC Aberdeen                            | FC Aberdeen | Celtic Glasgow | Celtic Glasgow |
| -------------------------------------- | --- | --- | -------------- |
| FC Aberdeen                            | \| Finale \| \| 19. Mai 1984 in Glasgow (Hampden Park) \| \| Ergebnis: 2:1 n. V. (1:1, 1:0) \| \| Zuschauer: 58.900 \| \| Schiedsrichter: Bob Valentine \| \| Spielbericht \|                                                 | \| Finale \| \| 19. Mai 1984 in Glasgow (Hampden Park) \| \| Ergebnis: 2:1 n. V. (1:1, 1:0) \| \| Zuschauer: 58.900 \| \| Schiedsrichter: Bob Valentine \| \| Spielbericht \|                                            | Celtic Glasgow |
| FC Aberdeen                            | Jim Leighton – Stewart McKimmie, Doug Rougvie (??. Billy Stark), Alex McLeish, Willie Miller – Neale Cooper, Gordon Strachan, Neil Simpson, Peter Weir (??. Dougie Bell) – Mark McGhee, Eric Black Cheftrainer: Alex Ferguson | Pat Bonner – Danny McGrain, Mark Reid, (??. Jim Melrose), Roy Aitken, Willie McStay – Murdo MacLeod, David Provan, Paul McStay, Tommy Burns – Brian McClair (??. Graeme Sinclair), Frank McGarvey Cheftrainer: David Hay | Celtic Glasgow |
| FC Aberdeen                            | 1:0 Eric Black (24.) 2:1 Mark McGhee (98.) | 1:1 Paul McStay (85.) | Celtic Glasgow |
| FC Aberdeen                            | Roy Aitken (38.) | | Celtic Glasgow |
| Finale                                 | | |                |
| 19. Mai 1984 in Glasgow (Hampden Park) | | |                |
| Ergebnis: 2:1 n. V. (1:1, 1:0)         | | |                |
| Zuschauer: 58.900                      | | |                |
| Schiedsrichter: Bob Valentine          | | |                |
| Spielbericht                           | | |                |